# داي ديفيز
داي ديفيز (بالإنجليزية: Dai Davies)‏ (1 يناير 1880 في المملكة المتحدة - 1 يناير 1944 بمانشستر في المملكة المتحدة) هو لاعب اتحاد الرغبي ولاعب دوري الرغبي ولاعب كرة قدم ويلزي في مركز حراسة المرمى. شارك مع منتخب ويلز الوطني لدوري الرغبي. أما مع النوادي، فقد لعب مع بولتون واندررز ونادي يانيلي ‏ ولي سنتوريونز ‏.